# Ulrich’s Periodicals Directory
Ulrich’s Periodicals Directory — база данных периодических изданий (популярных и научных журналов) по всем тематическим направлениям. Содержит описания почти 300 тыс. сериальных изданий, из которых более 200 тыс. — издания, выходящие в настоящее время. Используется научными учреждениями для проведения научно-исследовательской работы по анализу мирового потока сериальных изданий, в справочно-информационной работе и при комплектовании входного потока периодических и продолжающихся изданий. Возможен поиск по ключевым словам, ISSN, по теме, точному заглавию журнала, по ключевым словам в заглавии журнала. Имеются ссылки к другим базам данных, дающих возможность просмотра содержания журналов.

## История
Справочник Ulrich’s был опубликован впервые в 1932 году. Первоначальное название звучало как «Periodicals Directory: A Classified Guide to a Selected List of Current Periodicals Foreign and Domestic.» («Справочник по периодическим изданиям: путеводитель с классификацией к списку избранных названий текущих периодических изданий, отечественных и зарубежных»). С таким названием справочник выдержал три издания, последнее вышло в 1938 году. В 1943 году путеводитель получил название Ulrich’s Periodicals Directory: A Selected Guide to Current Periodicals, Inter-American Edition, в связи с отсутствием информации о европейской периодике из-за событий Второй мировой войны.
С 1943 по 1965 год издание выходило под названием Ulrich’s Periodicals Directory. Именно это название носит сейчас онлайн-версия путеводителя.
С 1988 года в справочник включают сведения о ежегодниках и периодических изданиях, выходящих нерегулярно.
Ранее издавался компанией R. R. Bowker, которая в 2006 году вошла в состав CSA — подразделения Cambridge Information Group. После поглощения R. R. Bowker стала часть Serials Solutions — подразделение издательства ProQuest входящего в Cambridge Information Group.